# هوشنگ نوراللهی
هوشنگ نوراللهی (زاده تهران) تهیه‌کننده سینما اهل ایران است. وی، فعالیت حرفه‌ای خود را قبل از انقلاب با فیلم سینمایی «روزهای بی‌خبری» آغاز کرد.

## تهیه‌کننده فیلم سینمایی
- نبات (فیلم) (۱۳۹۶)
- هر چی تو بخوای (۱۳۸۵)
- ازدواج صورتی (۱۳۸۳)
- به من نگاه کن (۱۳۸۱)
- گاگومان (۱۳۸۰)
- همسر دلخواه من (۱۳۷۹)
- شقایق (فیلم) (۱۳۷۰)
- در آرزوی ازدواج (۱۳۶۹)
- زمان ازدست‌رفته (۱۳۶۸)
- شاید وقتی دیگر (۱۳۶۶)
- کفش‌های میرزا نوروز (۱۳۶۴)
- روزهای بی‌خبری (۱۳۵۶)

## با تشکر
- شب برهنه

## جوایز
- دیپلم افتخار برای فیلم: به من نگاه کن
- سیمرغ بلورین برای فیلم: گاگومان
- نامزد جشن خانه سینما برای فیلم: ازدواج صورتی